# Бухар-Жырау (село)
Буха́р-Жыра́у (каз. Бұқар жырау, до 18 июня 1993 года — Озёрное) — село в Бухар-Жырауском районе Карагандинской области Казахстана, административный центр Бухар-Жырауского сельского округа. 

## География
Населённый пункт расположен на востоке района, на берегу озера Кандыколь, в 82 километрах (по автодороге) к востоку от районного центра посёлка Ботакара, в 144 километрах к северо-востоку от областного центра города Караганда. Соседние населённые пункты: Семизбуга в 6,7 километрах к юго-востоку, Шалкар в 7,9 километрах к востоку. Транспортное сообщение осуществляется автомобильной дорогой областного значения КМ-11 «Шешенкара—Белагаш—Керней—Семизбуга км 0-80», с выходом на автодорогу республиканского значения KАZ20 (Р-27) «Калкаман—Баянаул–Умуткер–Ботакара» в сторону Кернея и KАZ15 (Р-20) «Караганда—Аягоз—Тарбагатай—Бугаз» в сторону Шешенкара. Высота центра населённого пункта — 671 метров над уровнем моря. 

## История
Согласно энциклопедии Қарағанды. Қарағанды облысы населённый пункт был основан в 1909 году переселенцами из Таврической губернии. На карте дорожных работ Семипалатинской области 1918 года участок посёлка пронумерован 6-м. Постановлением Пpезидиума Веpховного Совета Республики Казахстан от 18 июня 1993 года «О пеpеименовании отдельных администpативно-теppитоpиальных единиц Республики Казахстан», село Озёрное было переименовано в село Бухар-Жырау.

## Население
| Численность населения | Численность населения | Численность населения | Численность населения |
| 1989                  | 1999                  | 2009                  | 2021                  |
| --------------------- | --------------------- | --------------------- | --------------------- |
| 873                   | ↘501                  | ↘273                  | ↘186                  |

национальный состав
Процентное соотношение численно-преобладающих национальностей села согласно переписи населения 1989 года:
| Национальность | Процентное соотношение |
| -------------- | ---------------------- |
| казахи         | 58 %                   |
| другие         | 42 %                   |